# Selenops agumbensis
Selenops agumbensis är en spindelart som beskrevs av Benoy Krishna Tikader 1969. Selenops agumbensis ingår i släktet Selenops och familjen Selenopidae. Inga underarter finns listade i Catalogue of Life.